# 塔拉布科

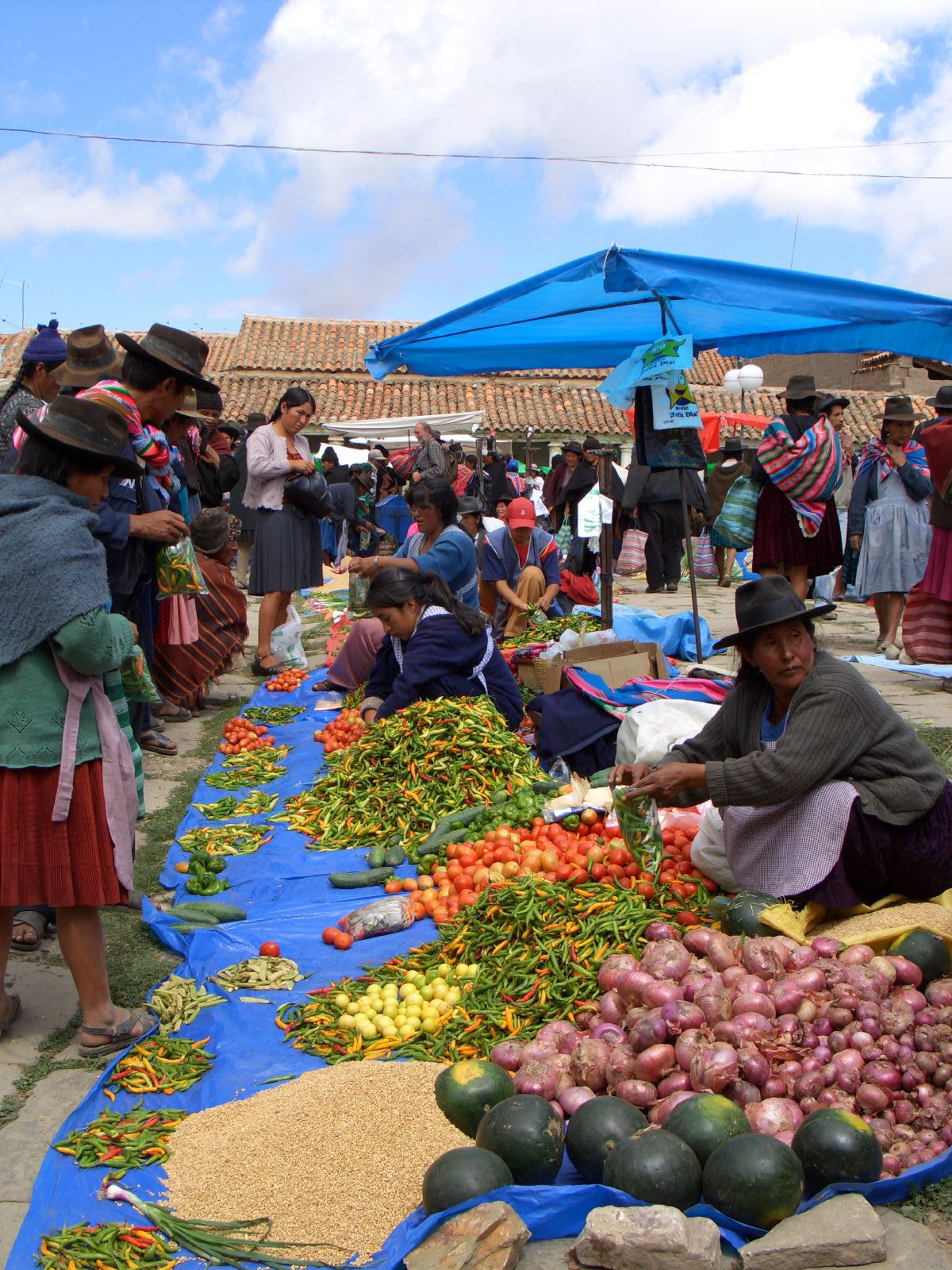

塔拉布科是玻利維亞的城鎮，位於該國南部，由丘基薩卡省負責管轄，距離首府蘇克雷67公里，海拔高度3,292米，每年平均降雨量約600毫米，2010年人口2,797。

## 外部連結
- World-Gazetteer
- Map of Yamparáez Province

19°10′S 64°55′W / 19.167°S 64.917°W